# Рулетт Тауншип (округ Поттер, Пенсільванія)
Рулетт Тауншип (англ. Roulette Township) — селище (англ. township) в США, в окрузі Поттер штату Пенсільванія. Населення — 1099 осіб (2020).

## Демографія
Згідно з переписом 2010 року, у селищі мешкало 1197 осіб у 502 домогосподарствах у складі 336 родин. Було 669 помешкань
Расовий склад населення:
| - 99,0 % — білих - 0,4 % — чорних або афроамериканців - 0,3 % — корінних американців |

До двох чи більше рас належало 0,3 %. Частка іспаномовних становила 1,8 % від усіх жителів.
За віковим діапазоном населення розподілялося таким чином: 20,5 % — особи молодші 18 років, 60,2 % — особи у віці 18—64 років, 19,3 % — особи у віці 65 років та старші. Медіана віку мешканця становила 45,7 року. На 100 осіб жіночої статі у селищі припадало 103,6 чоловіків;  на 100 жінок у віці від 18 років та старших — 102,6 чоловіків також старших 18 років.
Середній дохід на одне домашнє господарство  становив 53 948 доларів США (медіана — 36 196), а середній дохід на одну сім'ю — 69 993 долари (медіана — 50 893). Медіана доходів становила 34 688 доларів для чоловіків та 28 214 долари для жінок. За межею бідності перебувало 23,7 % осіб, у тому числі 30,2 % дітей у віці до 18 років та 19,0 % осіб у віці 65 років та старших.
Цивільне працевлаштоване населення становило 505 осіб. Основні галузі зайнятості: виробництво — 31,5 %, освіта, охорона здоров'я та соціальна допомога — 16,2 %, роздрібна торгівля — 8,3 %, сільське господарство, лісництво, риболовля — 8,3 %.